# Horace Tapscott
Horace Elva Tapscott (6 avril 1934 - 27 février 1999) est un pianiste et compositeur de jazz américain. Il forme le Pan Afrikan Peoples Arkestra (également connu sous le nom de PAPA, ou The Ark) en 1961 et dirige l'ensemble dans les années 1990.
Tapscott nait à Houston, au Texas, et déménage à Los Angeles, en Californie, à l'âge de neuf ans. À cette époque, il commence à étudier le piano et le trombone. Il joue avec Frank Morgan, Don Cherry et Billy Higgins à l'adolescence.
Après avoir servi dans l'armée de l'air dans le Wyoming, il retourne à Los Angeles et joue du trombone avec divers groupes, notamment Lionel Hampton (1959-1961). Peu de temps après, cependant, il arrête de jouer du trombone et se concentre sur le piano. 
En 1961, Tapscott forme le Pan Afrikan Peoples Arkestra, dans le but de préserver, développer et interpréter la musique afro-américaine. Au fur et à mesure que sa vision grandit, cela devient une partie d'une organisation plus large en 1963, l'Underground Musicians Association (UGMA), qui ensuite devient l' Union of God's Musicians and Artists Ascension (UGMAA).  Arthur Blythe, Stanley Crouch, Butch Morris, Wilber Morris, David Murray, Jimmy Woods, Nate Morgan et Guido Sinclair ont tous joué dans l'Arkestra de Tapscott à un moment ou à un autre. Tapscott et son travail sont les sujets de la UCLA Horace Tapscott Jazz Collection.
Des passionnés de sa musique forment deux labels dans les années 1970 et 1980, Interplay et Nimbus, pour lesquels il enregistre. 

## Discographie

### En leader
- 1969 : The Quintett[5]
- The Giant Is Awakened (Flying Dutchman, 1969) - Horace Tapscott Quintet
- 1976 Ancestral Echoes - The Covina Sessions, 1976[6]
- Songs of the Unsung (Interplay, 1978)
- In New York (Interplay, 1979)
- Lighthouse 79, Vol. 1[7] (Nimbus West, 1979 [2009])
- Lighthouse 79, Vol. 2[8] (Nimbus West, 1979 [2009])
- At the Crossroads (with Everett Brown, Jr.) (Nimbus West, 1980)
- Dial 'B' for Barbra (Nimbus West, 1981) - Horace Tapscott Sextet
- Live At Lobero[9] (with Roberto Miranda and Sonship) (Nimbus West, 1981)
- Live At Lobero, Vol. II (with Roberto Miranda and Sonship) (Nimbus West, 1981)
- Little Africa (piano solo) (Art Union, 1983)
- Dissent or Descent (Nimbus West, 1984 [1998])
- 1989 : Horace Tapscott & Michael Session Live in Avignon[10]
- Autumn Colors (Bopland, 1984; reissue: Interplay, 1990)
- The Dark Tree (HatArt, 1991) 2CD
- Horace Tapscott's Arkestra Live in Chicago (1993)
- Among Friends (with Sonny Simmons) (Jazz Friends Productions, 1995 [1999])
- Aiee! The Phantom (Arabesque, 1996)
- Thoughts of Dar es Salaam (Arabesque, 1997)
- Live at Théâtre Du Chêne Noir - Avignon, France 1989 (avec Michael Session) (The Village, 2020)

*Legacies for Our Grandchildren - Live in Hollywood, 1995 (Dark Tree, 2022) - as Horace Tapscott Quintet

### Avec l'Arkestra du peuple panafricain
- The Call[12] (Nimbus West, 1978)
- Flight 17[13] (Nimbus West, 1978)
- Live at I.U.C.C.[14] (Nimbus West, 1979)
- Why Don't You Listen? Live at LACMA, 1998[15]
- Ancestral Echoes: The Covina Sessions, 1976 (Dark Tree, 2020)
- Live at Century City Playhouse 9/9/79 (Nimbus West, 2020)

### Compilations
- Tapscott Sessions, Vol 8[16]
- Tapscott Sessions, Vol 9[17]

### En tant qu'accompagnateur
Avec Lou Blackburn
- Jazz Frontier (Imperial, 1963)
- Two Note Samba (Imperial, 1963)
  - Both titles compiled on The Complete Imperial Sessions (Blue Note, 2006)

Avec le Home Music Ensemble de Roberto Miranda
- Live at Bing Theatre - Los Angeles, 1985 (Dark Tree, 2021)

Avec Sonny Criss

### Compositeur et Arrangeur
avec Sonny Criss
- Sonny's Dream (Birth of the New Cool) (Prestige, 1968)
- Crisscraft (Muse, 1975) - compositeur